# Supinació

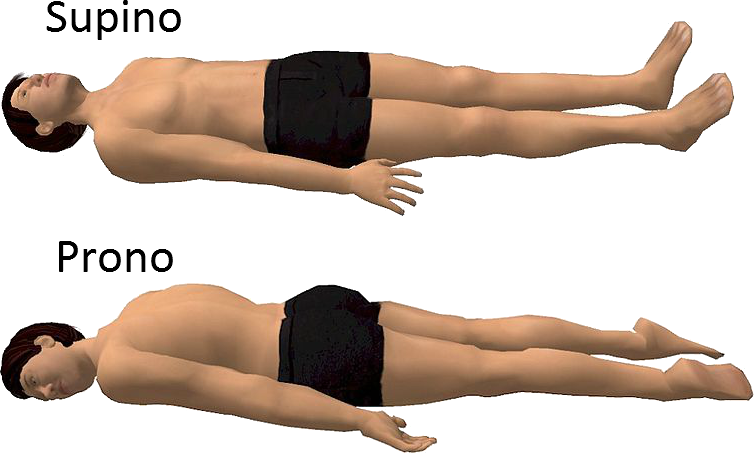
Posició de decúbit

La supinació  és l'acció o moviment pel qual el cos humà o alguna de les seves parts és col·locada en posició de supí (decúbit supí). Així, la «supinació del palmell de la mà» implica el moviment de l'avantbraç i mà perquè el palmell quedi mirant cap amunt.
Un cos en una clinoposició, recolzat sobre l'esquena i cap per amunt, està en posició de decúbit supí. Si la mà és amb el palmell mirant cap amunt, està en posició de supinació, però si mira cap avall, està en posició de Pronació. Si el cos està estirat cap per avall, està en posició de decúbit pron. Si està estirat sobre un costat del cos, està en posició de decúbit lateral.